# 阮福保恩
阮福保恩（1951年11月3日—），保大帝和黎氏飛映之子。
1951年生于大叻，1975年时就读于今胡志明市万行大学。1992年，在妻子的親戚幫助下，保恩一家移居美國。

## 家庭
保恩结婚后生有一子一女。
- 長女：阮福瑞仕，1977年6月6日出生
- 長子：阮福貴康，1978年7月21日出生
  - 孫：阮福定來，2012年2月27日出生，双胞胎
  - 孫：阮福定倫，2012年2月27日出生，双胞胎